# Heteromys nelsoni
Heteromys nelsoni és una espècie de mamífer rosegador de la família dels heteròmids. Viu a Guatemala i Mèxic. El seu hàbitat natural són els pendents freds i humits dels boscos montans amb moltes plantes epífites, molses i arbres caiguts. Està amenaçada per la desforestació i fragmentació del seu entorn natural, així com les esllavissades i les inundacions.
Aquest tàxon fou anomenat en honor del naturalista i etnòleg estatunidenc Edward William Nelson.